# Cryptocephalus ozbeki
Cryptocephalus ozbeki es una especie de insecto coleóptero de la familia Chrysomelidae.
Fue descrita científicamente en 1998 por Aslan & Warchalowski.